# Richard Buchmayer
Richard Buchmayer   (Zittau, 20 d'abril de 1856 - Tamsweg, 24 de maig de 1934) va ser un pianista i musicòleg alemany.
Buchmayer va començar a estudiar al Conservatori de Dresden el 1875. Després de graduar-se, va ensenyar piano a l'⁣escola de música de Riga des de 1879, al Conservatori de Dresden des de 1883 i a l'escola de música de Dresden des de 1892. Buchmayer, que havia ocupat una càtedra d'història de la música des de 1906, també va treballar com a concertista de piano. L'any 1907 va deixar d'ensenyar piano a les escoles de música per dedicar més temps a la recerca històrica.
Des del 1891, va ser l'organitzador dels Concerts Històrics, en els quals principalment es presentaven obres de Johann Sebastian Bach. Però també va reviure composicions del període pre-Bach. Aquests inclouen diverses obres inèdites de Georg Böhm i Franz Tunder, que havia descobert durant la seva investigació a la biblioteca de la ciutat de Lübeck.

## Obres
- Rückblick auf mein Leben, 1926
- Aus Richard Buchmayers Historischen Konzerten, 1927